# 3. slovenski domobranski bataljon
3. slovenski domobranski bataljon je bil bataljon, ki je deloval v kratkotrajni Slovenski domobranski legiji.

## Zgodovina
Bataljon je bil ustanovljen iz vaških stražarjev in legionarjev iz in okolice Novega mesta.

## Poveljstvo
Poveljniki
- stotnik: Vuk Rupnik